# 吴益济
吴益济（：／，1929年4月23日—2012年9月1日），朝鲜著名脱南人士，原朝鲜祖国和平统一委员会副委员长。
吴益济出生于平安南道成川郡，毕业于高丽大学经营学系及平壤国际关系大学经济系。1989年出任韩国天道教教主。1997年他叛逃至朝鲜，获朝鲜一级国家勋章，并任祖国和平统一委员会副委员长、朝鲜天道教会中央指导委员会顾问。1999年获祖国统一奖，2002年又获金日成勋章。2003年起历任第11、12届最高人民会议代议员。2012年9月逝世，终年83岁。